# 原始社会
原始社会（德語：Urgesellschaft）是一个馬克思歷史唯物主義术语，最早由恩格斯在《家庭、私有制和国家的起源》中提出，指人类社会发展的第一阶段，到目前为止，还没有发现世界上有哪个民族没有经历过原始社会。人类出现，原始社会也就产生了。但是它的消亡在各地参差不一。一般来说，它终于国家的产生。国家的诞生，标志着原始社会的终结。处于原始社会的人类生产力水平很低，生产资料都是公有制的。随着生产力水平的提高，出现产品的剩余之后，就出现了贫富分化和私有制，原先的共同分配和共同劳动的关系被破坏，而被阶级社会所取代。
原始社会可以分为这样几个时期：

## 旧石器时代
这一时期人类还只能制造简单石器，通过狩猎和采集维持生活。在旧石器时代早期和中期，人们通过血缘关系维持着家族内部的关系。在血缘家族内部，婚姻按照辈数来划分，同一辈分的人互为夫妻。而在不同辈分之间则不通婚。这样一个家族就是一个社会集团和生产单位。内部两性並非男獵女採的分工，研究顯示女性有近八成會參與狩獵活動，更會帶著孩子一起狩獵。
到了旧石器时代晚期，随着生产力的发展，人类转入了相对的定居生活。人口逐渐增多，同时认识到家族内部同辈之间近亲婚姻对人类体质的危害，原先的血缘家族为氏族公社所取代，同时形成了族外婚制。互相通婚的两个氏族就形成了部落。一个氏族的成员必须和另一氏族的成员通婚。在这种情况下，人们只知有母不知有父，氏族的世系只能按母系计算，所以叫做母系氏族。

## 中石器时代
中石器时代是从旧石器时代到新石器时代的过渡阶段。这一时期细石器被大量使用。广泛使用弓箭；已知驯狗；在一些地方还发现了独木舟和木桨。

## 新石器时代
新石器时代母系氏族得到了全盛。婚姻制度由群婚转向对偶婚，形成了比较确定的夫妻关系。在氏族内部，除个人常用的工具外，所有的财产归集体公有。有威望的年长妇女担任首领，氏族的最高权力机关是氏族议事会，参加者是全体的成年男女，享有平等的表决权。
每个氏族都有自己的名称、共同信仰和领地。当氏族内部的成员受到外人伤害，全族会为他复仇。
在新石器时代，产生了农业和畜牧业，磨光石器流行，并发明了陶器。

## 原始社会的解体
在新石器时代末期，人类已使用天然金属，后来学会了制作纯铜器。但是由于纯铜的质地不如石器坚硬，不能取代石器，这一时期也称为金石并用时代。到了公元前3000～前2000年左右，人类学会了制造青铜，进入了青铜时代。到了前1000年～公元初年，随着铁器的使用，人类进入铁器时代。
从金石并用时代到铁器时代，是原始社会的解体时期，也是阶级社会形成的时期。世界各地阶级社会的出现几乎都和金属出现的时代相关，唯一例外的是美洲的玛雅文明。不同文明其原始社会解体的过程也不一样，在埃及和两河流域，原始社会在金石并用时代就已经解体，而在其他一些地区，则是在青铜时代或铁器时代才发生解体。
这一时期，生产有较大发展。出现了三次社会大分工。随着农业和畜牧业在生产中的地位的提升，男性逐渐取代女性取得了社会的主导地位，父系氏族公社形成了 。在父系氏族公社内，出身和世系按男子的系统计算，实行父系财产继承制。夫居妇家制度变成了妇居夫家制，不稳定的对偶婚逐步向一夫一妻制或一夫多妻制过渡。妇女的地位逐渐下降，父系氏族首领改由男子担任，氏族议事会由各大家族的族长组成，原来由全体成年男女参加的氏族议事会，现在由全体成年男子参加。
随着生产的发展，产品出现了剩余，集体劳动逐渐被个体劳动所取代，由此产生了私有制，随之也出现了阶级。氏族中出现了贵族阶层和平民阶层。到了末期，以血缘关系结成的氏族开始破裂，一些氏族成员脱离自己的氏族，到别处和与他们没有血缘关系的人们杂居，同时氏族也不断接纳外来人，于是出现了按地域划分的农村公社。
到了这时，原始社会基本上就已经瓦解了，不同阶级之间出现了斗争，随着情况的深化就出现了国家來对人民进行有效的统治。许多文明的原始社会解体后都进入了奴隶社会。

## 原始社会时期的科技与文化
在原始社会时期，人类创造了象形文字，产生了原始宗教和图腾崇拜。艺术也在这一时期产生。

### 引用
1. ↑  Friedrich Engels: Der Ursprung der Familie, des Privateigentums und des Staats (1884), in: MEW 21, Seite 36-84 （页面存档备份，存于）
2. ↑  .   [2017-12-04]. （原始内容存档于2021-02-11）.